# Henrik Holck
Henrik Holck (også Holke eller Heinrich Holk ; 18. april 1599 – 9. september 1633) var en dansk - tysk lejesoldat i både Christian IV af Danmarks og Albrecht von Wallensteins tjeneste under trediveårskrigen.
Holk blev født på Kronborg slot. Under Christian 4. tjeneste, var han kommandør for den dansk-skotske styrke i slaget ved Stralsund i 1628 og forsvarede den belejrede by Stralsund mod Wallensteins kejserhær. Da Christian blev tvunget til at indgå i en fredsaftale med Wallenstein i 1629, trådte Holk i sidstnævntes tjeneste. I 1632 fik han en kavalerikommando . Hans enhed, omtalt som "Holks hest", var kendt for deres hårde attitude ikke kun i kamp, men også i plyndring og voldtægt - han var "berygtet for grusomhed selv i en grusom tidsalder". Han deltog i ødelæggelsen og plyndringen af Sachsen-vælgerne og stod overfor Gustavus Adolphus fra Sveriges kavaleri i slaget ved Lützen. Slaget markerede afslutningen på hans aktive karriere, skønt han forblev i embedet som en øverstkommanderende.

## Død
Under en operation i Sachsen hvorunder han plyndrede Dresden 2 gange, døde han af pest, mens han forhandlede om våbenhvile efter en to-ugers kamp nær Sachsen. Holk trak sig tilbage efter to uger og fornyede på Wallensteins ordrer samtaler med Arnim, som på det tidspunkt var på besøg hos Johann Georg. De to generaler mødtes til middag, da Holk pludselig blev syg. Han frygtede en forgiftning, men blev forsikret det modsatte og forlod stedet i sin karet for at tale med sine underordnede. På det tidspunkt var det tydeligt, at han havde pest, og de nægtede at se ham. Han døde alene ved vejsiden, hvor hans kusk havde forladt ham for at hente en præst. 